# Boot Yer Butt
Boot Yer Butt  är en samling av publikens inspelningar av musikgruppen The Doors utgivet januari 2003. 

## Låtlista

### Skiva 1
Alla låtar är skrivna och komponerade av The Doors om inget annat angivs. 
| Nr           | Titel                                                       | Kompositör                       | Inspelningsplats                       | Längd |
| ------------ | ----------------------------------------------------------- | -------------------------------- | -------------------------------------- | ----- |
| 1.           | Moonlight Drive                                             | Jim Morrison                     | Avalon Ballroom, 1967-03-04            | 7:00  |
| 2.           | Back Door Man                                               | Willie Dixon och Chester Burnett | Avalon Ballroom, 1967-03-04            | 5:33  |
| 3.           | Break On Through (To the Other Side)                        | Morrison                         | Continental Ballroom, 1967-07-06       | 5:55  |
| 4.           | Light My Fire                                               | Robby Krieger                    | The Family Dog, 1967-09-30             | 8:38  |
| 5.           | People Are Strange                                          | Morrison och Krieger             | Danbury High School, 1967-10-11        | 2:30  |
| 6.           | Alabama Song (Whisky Bar)                                   | Bertolt Brecht och Kurt Weill    | Swing Auditorium, 1967-12-16           | 3:30  |
| 7.           | Close to You                                                | Dixon                            | Winterland Ballroom, 1967-12-26        | 2:39  |
| 8.           | I'm a Man                                                   | Bo Diddley                       | Winterland Arena, 1967-12-26           | 7:01  |
| 9.           | Love Me Two Times                                           | Krieger                          | Back Bay Theatre, 1968-03-17           | 3:16  |
| 10.          | Soul Kitchen                                                | Morrison                         | Chicago Coliseum, 1968-05-10           | 7:38  |
| 11.          | The WASP (Texas Radio and the Big Beat) / Hello, I Love You | Morrison                         | Dallas Memorial Auditorium, 1968-07-09 | 3:45  |
| 12.          | Money (That's What I Want)                                  | Janie Bradford och Berry Gordy   | Dallas Memorial Auditorium, 1968-07-09 | 3:19  |
| 13.          | When The Music's Over                                       |                                  | Sam Houston Coliseum, 1968-07-10       | 14:58 |
| Total längd: | Total längd:                                                | Total längd:                     | Total längd:                           | 76:16 |

### Skiva 2
Alla låtar är skrivna och komponerade av The Doors om inget annat angivs. 
| Nr           | Titel                                | Kompositör   | Inspelningsplats                  | Längd |
| ------------ | ------------------------------------ | ------------ | --------------------------------- | ----- |
| 1.           | Five to One                          | Morrison     | The Roundhouse, 1968-09-07        | 5:18  |
| 2.           | The Unknown Soldier                  |              | Kongresshalle, 1968-09-14         | 4:44  |
| 3.           | Break On Through (To the Other Side) | Morrison     | Concertgebouw, 1968-09-15         | 5:38  |
| 4.           | Touch Me                             | Krieger      | L.A. Forum, 1968-12-14            | 3:43  |
| 5.           | Celebration of the Lizard            | Morrison     | L.A. Forum, 1968-12-14            | 13:53 |
| 6.           | The Soft Parade                      | Morrison     | Madison Square Garden, 1969-01-24 | 7:40  |
| 7.           | Tell All the People                  | Krieger      | Madison Square Garden, 1969-01-24 | 3:24  |
| 8.           | Who Scared You                       |              | Madison Square Garden, 1969-01-24 | 4:25  |
| 9.           | Does Anybody Have A Cigarette?       |              | Madison Square Garden, 1969-01-24 | 0:54  |
| Total längd: | Total längd:                         | Total längd: | Total längd:                      | 78:28 |

### Skiva 3
Alla låtar är skrivna och komponerade av The Doors om inget annat angivs. 
| Nr           | Titel                                      | Kompositör           | Inspelningsplats                       | Längd |
| ------------ | ------------------------------------------ | -------------------- | -------------------------------------- | ----- |
| 1.           | Back Door Man                              | Dixon och Burnett    | Madison Square Garden, 1969-01-24      | 8:35  |
| 2.           | Five to One                                | Morrison             | Madison Square Garden, 1969-01-24      | 5:27  |
| 3.           | Forget This Is The Square Garden (Rap)     |                      | Madison Square Garden, 1969-01-24      | 0:51  |
| 4.           | I'm Talkin' About Having A Good Time (Rap) |                      | Dinner Key Auditorium, 1969-03-01      | 1:47  |
| 5.           | No Limits, No Laws (Rap)                   |                      | Dinner Key Auditorium, 1969-03-01      | 1:15  |
| 6.           | The Crystal Ship                           | Morrison             | Varsity Stadium, 1969-09-13            | 2:52  |
| 7.           | Carol                                      | Chuck Berry          | Winterland Arena, 1970-02-06           | 1:45  |
| 8.           | Rock Me Baby                               | B.B. King            | Winterland Arena, 1970-02-06           | 6:24  |
| 9.           | Roadhouse Blues                            | Morrison             | Honolulu Convention Center, 1970-04-18 | 5:03  |
| 10.          | Peace Frog                                 | Morrison och Krieger | Honolulu Convention Center, 1970-04-18 | 3:39  |
| 11.          | Mystery Train                              | Junior Parker        | Honolulu Convention Center, 1970-04-18 | 13:48 |
| Total längd: | Total längd:                               | Total längd:         | Total längd:                           | 78:28 |

### Skiva 4
Alla låtar är skrivna och komponerade av The Doors om inget annat angivs. 
| Nr           | Titel          | Kompositör           | Inspelningsplats                       | Längd |
| ------------ | -------------- | -------------------- | -------------------------------------- | ----- |
| 1.           | Light My Fire  | Krieger              | Honolulu Convention Center, 1970-04-18 | 21:00 |
| 2.           | Love Her Madly | Krieger              | State Fair Music Hall, 1970-12-11      | 10:20 |
| 3.           | Ship of Fools  | Morrison och Krieger | State Fair Music Hall, 1970-12-11      | 8:30  |
| 4.           | The Changeling | Morrison             | State Fair Music Hall, 1970-12-11      | 5:07  |
| 5.           | L.A. Woman     | Morrison             | State Fair Music Hall, 1970-12-11      | 16:06 |
| 6.           | The End        |                      | Singer Bowl, 1968-08-02                | 17:01 |
| Total längd: | Total längd:   | Total längd:         | Total längd:                           | 79:30 |